# 小嶋進
小嶋 進（おじま すすむ、1953年6月4日 - ）は、日本の実業家、歌手、株式会社ヒューザー（破産により消滅）の創業者。
2005年～2006年にかけて、構造計算書偽造問題の関係者として注目された。

## 略歴
- 1953年 - 宮城県加美郡色麻町に生まれる。父は農業協同組合の組合長。三男一女の4人兄弟の次男。
- 1972年 - 宮城県古川高等学校卒業。住宅販売会社に入社。2年後退社。
- 1974年 - 消火器訪問販売会社に転職。当時大卒者初任給の10倍に相当する歩合給を得る。
- 1975年 - 上京。先物取引営業マンなど様々な職に就く。
- 1976年 - マンション販売会社に入社。
- 1982年 - 恒和不動産株式会社を創業し、不動産販売の仲介事業を開始。その後幾度か社名を変更する。
- 1988年 - 仲介事業からデベロッパーへ転換。
- 2001年 - 「ヒューザー」に社名変更。
- 2005年 - 販売していたマンションの構造計算書に偽装があったため渦中の人物に（構造計算書偽造問題）。
  - 1月30日、18自治体に構造計算書の偽装を見逃したとして計約139億円の損害賠償を求める訴訟を、1月31日、民間指定確認検査機関イーホームズと藤田東吾社長に名誉毀損で計5億円の損害賠償を求める訴訟を東京地裁に起こす（ヒューザー破産後は名誉毀損以外、破産管財人が継続）。
  - 2月16日、東京地裁がヒューザーの破産手続き開始を、3月14日には小嶋自身の破産手続き開始を決定。2月23日にはヒューザーの宅建業免許が取り消される。
  - 4月18日、「耐震強度偽装を知りつつマンションを引き渡した」という詐欺の容疑で、警視庁からの任意聴取を受け、5月17日に詐欺容疑で逮捕される。
  - 6月7日、東京地検は詐欺容疑で小嶋を起訴、10月5日の初公判で小嶋は無罪を主張。
- 2006年5月に小嶋は、自分が社会的に抹殺され、非常に悲惨な境遇にあることを主張した[1]。だが、その主張の3ヶ月前には写真週刊誌に若い女性との卑猥な現場を激写されている[2]。
- 2007年
  - 4月11日、保釈金1500万円を現金で支払い11ヶ月ぶりに東京拘置所から保釈。
  - 9月25日、第18回公判に於いて検察は懲役5年を求刑。12月に結審。
  - 12月17日、最終意見陳述でマンション購入者に謝罪。詐欺について「完全に無実。すべては元一級建築士のしたこと、私も被害者の一人」と訴えた。判決は2008年3月25日[3]。
- 2008年
  - 3月25日、1審判決。懲役3年、執行猶予5年、訴訟費用負担。裁判所は「積極的に騙し取ったわけではなく、弱い故意に基づいた犯行」とした。小嶋、弁護側は「この判決は間違っている」として即日控訴。2008年4月1日には検察側も控訴した。
  - 10月30日東京高裁にて控訴審が行われ無罪を主張。さらに現職はビル清掃の日雇い労働を行っていることを明らかにした[4]。
- 2009年3月6日、東京高裁で行われた控訴審判決では、弁護側および検察側の控訴を棄却する判決が出された。全面無罪とする弁護側の主張も量刑不当を訴えた検察側の主張もともに退けられた。小嶋は「私は無罪です」として即日上告した。
- 2011年12月13日、最高裁判所は被告の上告を棄却。東京地裁が下した懲役3年、執行猶予5年の刑が確定した[5]。
- 2019年4月30日、平成を振り返る番組内で登場し、小嶋の弟が経営する会社の社員として働いていると紹介された。太陽光発電事業に力を入れており[6]、インタビューでは死に場所とも語っている[7]。

## デベロッパーとして
専有面積50～70m2のマンションが当たり前の日本社会に疑問を持ち、21世紀には100m2超のマンションが一般的になると確信していた。
他では真似の出来ない、首都圏で専有面積平均100m2超の分譲マンションを供給していることについては「ビジネスシューズは24cmでも27cmでも、サイズは違えど同じ値段で売っているじゃないか。だったら分譲マンションだって100m2でも70m2と同じ値段で売れるはずだ」というのが基本的な考え方だった。

### 偽装発覚
- 2005年10月18日、設計事務所社長が民間確認検査機関イーホームズに一級建築士による構造計算書の偽造を伝える。
- 10月25日、イーホームズで行われた協議にヒューザー常務が出席、偽装について伝えられる。
- 10月27日、ヒューザーで行われた協議で、イーホームズ藤田社長から小嶋に直接偽装の件が伝えられる。藤田は小嶋は偽装の公表を抑えようとしたと主張。小嶋はそれを否定。
- 10月28日、「グランドステージ藤沢」の17戸を引き渡す。これは宅地建物取引業法違反の疑いがある。小嶋は「違法性の認識はなかった」とした。この時、小嶋が偽装の程度をどれくらい認識していたかが争点になっている。
- 11月15日、元国土庁長官の伊藤公介とともに国交省建築指導課長らに面会。
- 11月17日、国土交通省が首都圏の建物21練の構造計算書に偽装の疑いがあると発表。

### メディア登場
11月22日、小嶋は構造計算書偽造問題における記者会見で初めてメディアに姿を現した。その後はワイドショーを含むテレビ番組に積極的に出演、マンション住民に対する補償案は二転三転し、11月29日の衆院国交委の参考人招致では、大声で怒鳴り散らした。

### 証人喚問
12月下旬、野党が小嶋の喚問を与党に要求していた頃、テレビ局のインタビューで小嶋自身が「私もぜひ証人喚問してもらいたいと思っている。やはり、相当程度、国土交通省の幹部で、私にしゃべられると立場を失う人がいるのではないでしょうか」と発言し、当初喚問を渋っていた与党も合意した。
2006年1月17日、証人喚問。
ここでは記者会見などでの饒舌ぶりが一転、急遽伊達眼鏡を調達した小嶋は神妙な面持ちで「刑事訴追のおそれがありますので、証言を拒否させていただきます」と約30回証言拒否をし、また、質問のたびに補佐人の鶴見俊男弁護士としきりに相談をし「時間稼ぎだ」と抗議を受け、たびたび委員長から厳重注意を受けるなどしていた。
この時民主党・馬淵澄夫の質疑で内閣官房長官（当時）・安倍晋三の秘書と会話をしたことが、また日本共産党・穀田恵二の質疑で公明党の大田区議会議員との関係が明らかになった 。しかし、喚問の内容は与野党共にほとんどが政界との癒着内容を占め、傍聴した問題のマンションの住民からは「与野党の駆け引きの場となっている」と批判を受けた。なお、喚問前に小嶋が話していた、公明党の山口那津男（現公明党代表）や代表国交省幹部の件は、国交省が、山口側の紹介で、偽装問題公表前に建築指導課の課長補佐が小嶋社長と会ったことを認めているにも拘らず、ほとんど追及されなかった。

### 補足事項
- ヒューザーは購入契約をした居住者に工事の進捗状況の写真を毎月送付していた。写真は専門家が見れば偽装だとわかる内容のものだった[10]。
- 証人喚問のあと、安倍晋三は馬淵澄夫から小嶋とのつながりを追及されたが、安倍は「事務所に飛び込みで来た」「秘書が話しただけ」「事件を政争の具に利用しようとしている」と反論した[要出典]。
- ヒューザーが18自治体を訴訟したことに対し、中田宏横浜市市長は「盗っ人たけだけしい。コペルニクス的ばか者だ」と発言[11]、北側一雄国土交通大臣も「筋違いだ」「はき違えていると思う」と発言している[12]。最高裁判例では民間の指定確認検査機関が建築確認を行った場合でも、自治体が責任を負う場合があるとしており、破産管財人もこの訴訟を継続しているが、詐欺罪で告訴されたヒューザー側が事前に偽造を認知していた疑いが強く、仮に詐欺罪が認定された場合は、当該訴訟においても損害が認知されないか、認知されても賠償額はヒューザー側の示した139億円には遠く及ばない微額となる可能性が高い。一方、当該民事裁判には約2000万円の巨費が注ぎ込まれており、住民の中には「（勝ち目の薄い訴訟より）訴訟費用を補償に回すべき」という声もある[要出典]。
- 偽装した一級建築士のことは全く知らず、信頼している木村建設の取引先だっただけと主張している[要出典]。
- 偽装した建築士は同郷の宮城県出身で、高校が同じ古川市（現大崎市）内だった。関係者からは「同郷のよしみで、ビジネスの結び付きが深まったのではないか」との指摘も出ている[13]

## 発言集

### 2005年11月22日〜29日
- 11月22日、構造計算書偽造問題における記者会見での発言

「住民があすをも知れない状況で、もしここで倒壊したら、私は殺人マンションを販売したことになってしまう」
「ホリエモンになぞらえまして、わたしは小嶋でございますけど『オジャマモン』ということで、ぜひスタジオに呼んでください」（実際この愛称で呼んでいるマスコミはほとんどない）
- 11月27日、サンデープロジェクトで出演者の紹介中に突然「いい加減なこと言わないで、あんた!」と発言（怒鳴ったとき小嶋は映像に映っていない。誰に対して言ったのか不明）。また、偽装した建築士を気違い（放送禁止用語）と連呼、司会者である田原総一朗、大谷昭宏に忠告された。
- 11月下旬、取材陣に向かって「私の顔が悪人の顔に見えますか!」
- 11月29日、衆院国交委の参考人招致

「国交省もいい加減にして欲しいですね、まったく! だってこの京王プレッソイン茅場町なんか、これ私たちの物件じゃないんですよ!」（国交省が作成した資料の間違いに対して）
「ぶっ倒れるにしても、きっちりと前向きに倒れてまいる覚悟でございます」
「何言ってんだよ!ふざけんじゃねえよ!…本当に……この野郎」（イーホームズ藤田東吾社長の答弁に対して）
「経済設計やコストダウンが悪いというなら、だったら不経済設計やコストアップするのが正しいと言うんですか!?」
「相当程度ニュアンスが違う。公表したら叩くだなんて言ってない。私は、公表するには時間が必要だと言っただけだ!」

### 2005年12月〜
- 12月22日、テレビ局のインタビューに対して「この方（藤田社長）は嘘の総合デパートメーカーですから」
- 事件を振り返り「玉突き衝突事故だな」
- 「聴取はあの1度きりです。ただちょくちょく寂しくなって、警察に電話はね（自分からしている）。これ以上寂しくさせないでください、なんてね」
- （参考人招致の怒号について）「男たるもの、怒るべき時は雷の100発も落とさないといけないと思った」
- （オジャマモン発言について）「僕は形式張ったこと、堅苦しいことが嫌いなんです。それで最後に出た一言だけが繰り返し流され、その前の2時間はほとんど出ない。泣いているお客様の映像と一緒に出ると、これはふざけた男だとなるわけです」

## エピソード
- 高校卒業後に大学受験を行ったが、何度か失敗を重ねた。浪人時代中に結婚したが、消火器販売のアルバイトであまりに多くの収入を得たことから受験に意味を見出せなくなり、大学受験は断念した。
- 1976年に入社したマンション販売会社での営業は、先物取引の営業で鍛えられた小嶋にとって「まな板の上に置かれた大根を切るくらい簡単」であったとのこと。それから数年後、20代にして50人の部下を抱える優秀なビジネスマンとなった。
- 母校の色麻小、色麻中に1989年から毎年30万円ずつ図書購入費を寄贈し『小嶋文庫』と呼ばれていた[14]。
- 2000年に嶋進太郎名義で演歌歌手デビュー（自費出版）した。タイトルは『温海慕情』。

カセットテープのパッケージには、当時の自家用機JA3992を前に誇らしげな小嶋の写真がプリントされている。偽装事件発覚後、このテープはネットオークションで数万円の値段がついた。
- 2000年にアメリカ西海岸のパイロット・スクールでライセンス取得、同年6月に国内の自家用操縦士免許に書き換えた。直ちに自家用機パイパー マリブ（PA-46-310P Malibu、JA3992）を購入、続いて更に高級なソカタ TBM 700（Socata TBM 700、JA8894）を貸金業のニッシンから約2億円で譲り受け、故郷に凱旋飛行するなど頻繁に操縦桿を握っていた[15]。また逮捕前日にはJA8894で韓国の仁川国際空港へ往復し、新聞の第一面に載った。JA8894は事件後差し押さえられ、競売に掛けられている。
- 大田区の自宅の玄関には狛犬が鎮座していたが、差し押さえられている。その狛犬にヒビが入っていたことを、一部週刊誌が報じた。
- 愛車は2005年式のBMW760Liで、これも差押さえの対象になった。
- 20代の頃、創価学会員の家に婿養子になる縁談が持ち上がり入会（入信）したものの、破談したため脱会しようとしたが、その方法を教えてもらえなかった[16]。正式に脱会したかどうかは不明であるが、証人喚問の際に持参していた数珠は他宗派のものであった。
- 週刊誌FLASH（2006年2月28日発売）に女性とキスをしている写真を撮られる。関係者によると、小嶋はハンカチや名刺を送ってきた女性に、怪しいと思いつつも会ったところを撮られたと弁明し、「ハメられた。やられたよ…」と嘆いた[17]。
- 子供時代のあだ名は「ぶっちゃけラジオ」。口が達者だったため。
- 視力は良好だが伊達眼鏡を使用することがある。素顔では人相が悪いとの忠告を受け、証人喚問に向かう道中タクシーを眼鏡屋に停めて、急遽フレーム見本を購入した。その後公判中にも眼鏡を掛けるようになり、被告人質問で主任弁護人の安田好弘弁護士から「いつから眼鏡をかけているのか」との問われた（質問の意図は不明）際には、「40代半ばから老眼で」と疑問の残る答弁をしている。

## 受賞歴
- スポーツ報知社会部「2005報知社会部大賞」第6位に選ばれる。わずか1か月ほどで爆発的な紙面登場回数を誇ったことと、強烈なインパクトが評価された。
- オリコン・第一回「ニュースな人」ランキングで、第二位に選ばれる（2006年2月6日発表。第一位は堀江貴文）。
- オリコン・第二回『メディア登場数ランキング』TV部門第1位（週7時間3分11秒）、新聞部門第7位（2006年4月28日発表）。

## 著書
- 『ヒューザーの100m2超マンション物語―最新版 欧米型永住マンションの魅力 平均専有面積5年連続首都圏No.1ディベロッパーの社長が贈る』IN通信社（2004/3/31）
- 『偽装 「耐震偽装事件」ともうひとつの「国家権力による偽装」』株式会社金曜日（2016/9/2）

## インタビュー
- 経済界 2005年2月22日号
- 週刊現代 2006年2月4日号
- 月刊現代 2006年3月号（鈴木宗男、佐高信と対談）
- 週刊朝日 2006年3月31日号（インタビュアー：宮崎学）
- スポーツ報知　2006年5月17日

## ディスコグラフィー
- 温海慕情（嶋進太郎名義） - ジャケットに「歌うパイロット」と書いてある。ミノルフォンレコード（現在の徳間ジャパン）よりリリース。 C/W：庄内温海小唄（しょうないあつみこうた）。